# Richard Rosenmund
Richard Karl Rosenmund (* 2. September 1849 in Braunsberg (Preußen); † 1. Juni 1922 in Bonn) war ein deutscher Lehrer und Schriftsteller.

## Leben
Als Sohn eines Kassenrendanten geboren besuchte Rosenmund das Gymnasium in Braunsberg (Abitur Michaelis 1866) und studierte Philosophie und Geschichte in Königsberg, Bonn und Berlin. Während seines Studiums wurde er 1866 Mitglied der Burschenschaft Arminia Königsberg, deren Ehrenmitglied er 1882 wurde, sowie 1869 Mitglied der Burschenschaft Germania Berlin. 1873 wurde er in Göttingen zum Dr. phil. promoviert. Ab 1870 arbeitete er als Lehrer bei Heinrich Albert Hofmann und war als Privatlehrer an der Mädchenschule und am Lehrerinnenseminar von Fräulein Prox tätig. 1877 wurde er als Oberlehrer zugelassen. 1878 arbeitete er in Wien am Institut für Österreichische Geschichtsforschung. Ab 1880 übte er eine private Lehrertätigkeit in Berlin aus. Wegen zunehmender Probleme mit dem Hören gab er den Lehrerberuf auf und ging als historischer Schriftsteller nach Bonn. Er war Mitarbeiter der Kölnischen Zeitung sowie der Magdeburger Zeitung. Er verfasste die Geschichte des Bankhauses David und Jacob de Neuville in Frankfurt am Main, 1900 als Manuskript.

## Veröffentlichungen (Auswahl)
- Die ältesten Biographieen des heiligen Norbert. Berlin 1874.
- Karl Wilhelm Nitzsch. Berlin 1881.
- Aus dem Vermächtnis des Jahres 1888. Historisches und Politisches. Berlin 1889.
- Wilhelm Wattenbach zum 70. Geburtstag. Berlin 1889.
- Die kaiserlichen Erlasse, die Parteien und die Reichstagswahl. Berlin 1890.
- Die Fortschritte der Diplomatik seit Magillon vornehmlich in Deutschland-Oesterreich. München Leipzig 1897.